# Hex Enduction Hour
Hex Enduction Hour ist das vierte Studioalbum der englischen Rock-Band The Fall. Es erschien am 8. März 1982 auf dem Label Kamera.

## Hintergrund
Hex Enduction Hour ist das erste Album der Gruppe, das mit zwei Schlagzeugern eingespielt wurde – ein Line-Up, das auch noch für einige Nachfolgealben beibehalten wurde.
Außerdem wechselte die Band mit diesem Album von Rough Trade zum Label Kamera.
Die Stücke Hip Priest und Iceland wurden in einem Studio in Reykjavík auf Island aufgenommen, die restlichen im „Regal Cinema“-Studio in Hitchin in England.

## Titelliste
Seite A
1. The Classical (The Fall) – 5:16
2. Jawbone and the Air-Rifle (The Fall) – 3:43
3. Hip Priest (The Fall) – 7:45
4. Fortress / Deer Park (Mark E. Smith, Craig Scanlon, Marc Riley, Karl Burns) – 6:41
5. Mere Pseud Mag. Ed. (Smith) – 2:50
6. Winter (Hostel-Maxi) (Smith, Scanlon) – 4:26

Seite B
1. Winter 2 (Smith, Scanlon) – 4:33
2. Just Step S'ways (Smith) – 3:22
3. Who Makes the Nazis? (Smith) – 4:27
4. Iceland (Smith, Scanlon, Riley, S. Hanley) – 6:42
5. And This Day (The Fall) – 10:18

## Kritiken
Das Album wurde bei Pitchfork Media mit 9,6 von 10 möglichen Punkten sehr gut bewertet, außerdem kam es dort in der Zusammenstellung der Top-100-Alben der 80er Jahre auf Platz 33.
In der deutschen Musikpresse wurden beim Musikexpress 5 von 6 Sternen vergeben.

## Verwendung
Das Stück Hip Priest ist in dem Film Das Schweigen der Lämmer zu hören, erschien allerdings nicht auf dem offiziellen Soundtrack des Films.
Mark E. Smith gab an, dass das Label Motown Interesse daran zeigte, die Band unter Vertrag zu nehmen und er einem Vertreter des Labels das Album Hex Enduction Hour als Hörprobe gab. Aus dem Plattenvertrag wurde nichts, die Rückmeldung von Motown war: „We see no commercial potential in this band whatsoever.“ (Wir sehen in dieser Band überhaupt kein kommerzielles Potenzial.) – was auf den Anfangstext des Stücks The Classical zurückgeführt wurde.